# Zhu Yufu
Zhu Yufu (chinesisch: 朱虞夫; Pinyin: Zhū Yúfū), geboren am 13. Februar 1953 in Hangzhou, Zhejiang, China, ist ein politischer Dissident. Im Jahr 1998 war er einer der Gründer der nicht anerkannten Demokratischen Partei Chinas (DPC). Er gründete auch die Zeitschrift Oppositionspartei mit Artikeln über die DPC. Derzeit steht er unter Arrest, da er ein Gedicht veröffentlicht hat, das die Menschen dazu anregte, an den Protesten der chinesischen Demokratie 2011 teilzunehmen.

## Biographie
Zhu, ehemaliger Immobilienarbeiter im Bezirk Shangcheng beim städtischen Wohnungsamt der Stadt Hangzhou, wurde 1999 wegen Anstiftung zur Subversion der Staatsmacht verurteilt und saß fünfeinhalb Jahre im Gefängnis für die Gründung der Zeitschrift Oppositionspartei. Nach seiner Freilassung im Jahr 2006 sprach er sich gegen die im Gefängnis erlittenen Folterungen aus und setzte die Demokratisierung fort. Im Jahr 2007 wurde er nach einer Konfrontation mit einem Polizisten, der seinen Sohn befragt hatte, erneut festgenommen und zu zwei Jahren Gefängnis verurteilt, weil er „die Polizei geschlagen und den öffentlichen Dienst behindert“ hatte.
Zhu wurde am 7. März 2011 von der Polizei entführt. Außerdem durchsuchten Offiziere sein Haus, beschlagnahmten zwei Computer und andere Gegenstände. Er wurde am 11. April 2011 wegen Verdachts der Anstiftung zur Subversion der Staatsmacht strafrechtlich festgenommen und aufgrund von derselben Anklage formell verhaftet. Seine Frau Zhang Hangli appellierte im Juli 2011 an die Behörden, Zhu auf Kaution freizulassen, da er seit langem krank war, doch ihr Antrag wurde abgelehnt und die Klage gegen Zhu wurde fortgesetzt. Am 25. Oktober 2011 teilte das Bezirksvolksgericht von Shangcheng dem Anwalt von Zhu mit, dass es einen Antrag für die Aufhebung der Anklage gegen Zhu genehmigt habe, trotzdem blieb er inhaftiert. Nach Angaben des Anwalts zitierte das Prokuratorat „Änderungen der tatsächlichen Beweise“, um die Anklagen zurückzuweisen.
Obwohl Zhu an einer Reihe von Erkrankungen – von denen einige durch Folter verursacht oder durch die Bedingungen im Gefängnis verschärft wurden – leidet, ignorierten oder lehnten die Behörden die Anträge auf medizinische Behandlung der Familie ab. Seine Frau wurde wegen der Forderung nach seiner Freilassung mit Repressalien konfrontiert und von der Polizei bedroht, nicht über die Gesundheitszustände ihres Mannes zu sprechen. Zhu wurde im März 2018 nach Verbüßung seiner vollen Strafe freigelassen.
Am 3. März 2021, zwei Tage vor der jährlichen Plenarsitzung, wurden ihm seine politischen Rechte von den Behörden zurückgegeben.